# Bocksbach und obere Pfinz
Das FFH-Gebiet Bocksbach und obere Pfinz liegt im Nordwesten von Baden-Württemberg und ist Bestandteil des europäischen Schutzgebietsnetzes Natura 2000. Es wurde 2005 zur Ausweisung vorgeschlagen und durch Verordnung des Regierungspräsidiums Stuttgart vom 30. Oktober 2018 (in Kraft getreten am 11. Januar 2019) ausgewiesen.

## Lage
Das rund 750 Hektar (ha) große Schutzgebiet Bocksbach und obere Pfinz liegt in den Naturräumen Schwarzwald-Randplatten und Kraichgau. Die Teilgebiete befinden sich in den Gemeinden Karlsbad und Marxzell im Landkreis Karlsruhe sowie Straubenhardt, Keltern, Birkenfeld und Neuenbürg im Enzkreis.

## Schutzzweck

### Lebensraumtypen
Folgende Lebensraumtypen nach Anhang I der FFH-Richtlinie kommen im Gebiet vor:
| EU Code | * | Lebensraumtyp (offizielle Bezeichnung)                                                                          | Kurzbezeichnung                              |
| ------- | - | --- | -------------------------------------------- |
| 3260    |   | Flüsse der planaren bis montanen Stufe mit Vegetation des Ranunculion fluitantis und des Callitricho-Batrachion | Fließgewässer mit flutender Wasservegetation |
| 6410    |   | Pfeifengraswiesen auf kalkreichem Boden, torfigen und tonig-schluffigen Böden (Molinion caeruleae)              | Pfeifengraswiesen                            |
| 6430    |   | Feuchte Hochstaudenfluren der planaren und montanen bis alpinen Stufe                                           | Feuchte Hochstaudenfluren                    |
| 6510    |   | Magere Flachland-Mähwiesen (Alopecurus pratensis, Sanguisorba officinalis)                                      | Magere Flachland-Mähwiesen                   |
| 8220    |   | Silikatfelsen mit Felsspaltenvegetation                                                                         | Silikatfelsen mit Felsspaltenvegetation      |
| 9110    |   | Hainsimsen-Buchenwald (Luzulo-Fagetum)                                                                          | Hainsimsen-Buchenwald                        |
| 91E0    | * | Auen-Wälder mit Alnus glutinosa und Fraxinus excelsior (Alno-Padion, Alnion incanae, Salicion albae)            | Auenwälder mit Erle, Esche, Weide            |

### Arteninventar
Folgende Arten von gemeinschaftlichem Interesse kommen im Gebiet vor:
| Bild                                | EU Code | * | Art                                 | wissenschaftlicher Name     | Artengruppe    |
| ----------------------------------- | ------- | - | ----------------------------------- | --------------------------- | -------------- |
| Heller Wiesenknopf-Ameisenbläuling  | 1059    |   | Heller Wiesenknopf-Ameisenbläuling  | Maculinea teleius           | Schmetterlinge |
| Großer Feuerfalter                  | 1060    |   | Großer Feuerfalter                  | Lycaena dispar              | Schmetterlinge |
| Dunkler Wiesenknopf-Ameisenbläuling | 1061    |   | Dunkler Wiesenknopf-Ameisenbläuling | Maculinea nausithous        | Schmetterlinge |
| Spanische Flagge                    | 1078    | * | Spanische Flagge                    | Callimorpha quadripunctaria | Schmetterlinge |
| Gelbbauchunke                       | 1193    |   | Gelbbauchunke                       | Bombina variegata           | Amphibien      |
| Großes Mausohr                      | 1324    |   | Großes Mausohr                      | Myotis myotis               | Säugetiere     |

### Zusammenhängende Schutzgebiete
Folgende Naturschutzgebiete sind Bestandteil des FFH-Gebiets:
- Mistwiesen
- Pfinzquellen